# 小行星2154
小行星2154（2154 Underhill）是一颗围绕太阳公转的小行星。1960年9月24日，C. J. 万·豪敦、I. 万·豪敦-格勒内费尔德、T. 赫雷爾斯在帕洛马山发现了此天体。
該小行星以加拿大天體物理學家安妮·芭芭拉·安德希爾命名。
这颗小行星的绝对星等为119.6540179081905等。